# Krymśke (obwód ługański)
Krymśke (ukr. Кримське) – wieś na Ukrainie, w obwodzie ługańskim, w rejonie siewierodonieckim, w hromadzie Hirśke. W 2001 liczyła 1662 mieszkańców, spośród których 208 wskazało jako ojczysty język ukraiński, a 1454 rosyjski.